# The-Dream
Теріус Юнгделл Неш (англ. Terius Youngdell Nash, нар. 20 вересня 1977, Північна Кароліна, США), відоміший за своїм сценічним псевдонімом The-Dream  — американський співак, який був одружений із співачкою Крістіною Міліан (2009-2011).

## Дискографія
- 2007: Love Hate
- 2009: Love vs. Money
- 2010: Love King